# Strata SE1
El Strata SE1 (conocido popularmente como la Casa Castillo e informalmente conocida como "The Razor" y, a veces localmente apodado "Isengard") es un rascacielos de 148 metros de altura y que cuenta con 43 pisos, está situado en el número 8 de Walworth Rd, en el área de Elephant and Castle, en el distrito Southwark, en Londres, Inglaterra. Diseñado por BFLS (antes Hamilton), es uno de los edificios más altos de viviendas en Londres y es el hogar de más de 1000 residentes.

## Características
El 25% de los pisos del edificio han sido vendidos por la asociación Family Mosaic Housing Association para el uso de propiedad compartida. El edificio en sí consta de apartamentos ubicados entre los pisos 20-10 de la torre, otros nueve pisos en una estructura, tres plantas situada al oeste de la torre y el espacio dedicado para los antiguos residentes de Heygate Estate que fueron trasladados.
Cada planta del edificio consta de 10 pisos (todos iguales), mientras que los pisos por encima del piso 10 contienen una mezcla de estudios (40), pisos de un dormitorio (149), pisos de dos dormitorios (101) y pisos de tres dormitorios (20) que hacen un total de 310 pisos. 
Sólo los pisos inferiores tiene acceso a un aparcamiento (en el sótano del edificio). El piso 39 cuenta con un sky lobby (un pequeño pasillo con vistas sobre el centro de Londres), mientras que la torre está coronado por un ático dúplex de 2,5 millones de £ de tres dormitorios. La planta baja consta de dos tercios dedicados a unidades comerciales y un tercio donde se encuentra el Pabellón, junto con un "quiosco". En la actualidad, se han instalado en la torre las empresas Costa Cofee y Crussh para la venta al por menor.
Sin lugar a dudas,  su característica más particular y notable es su parte superior,  coronada por tres turbinas de viento de gran tamaño, lo que le ha dado al edificio el sobrenombre de "The Razor" o "The Electric Razor" (literalmente, "la afeitadora eléctrica"). Sin embargo, dichas turbinas rara vez se utilizan.
El edificio tiene su propia zona de intranet, denominada "inhabit".
El sótano del edificio contiene un aparcamiento vigilado y 437 plazas para guardar bicicletas.

## Construcción

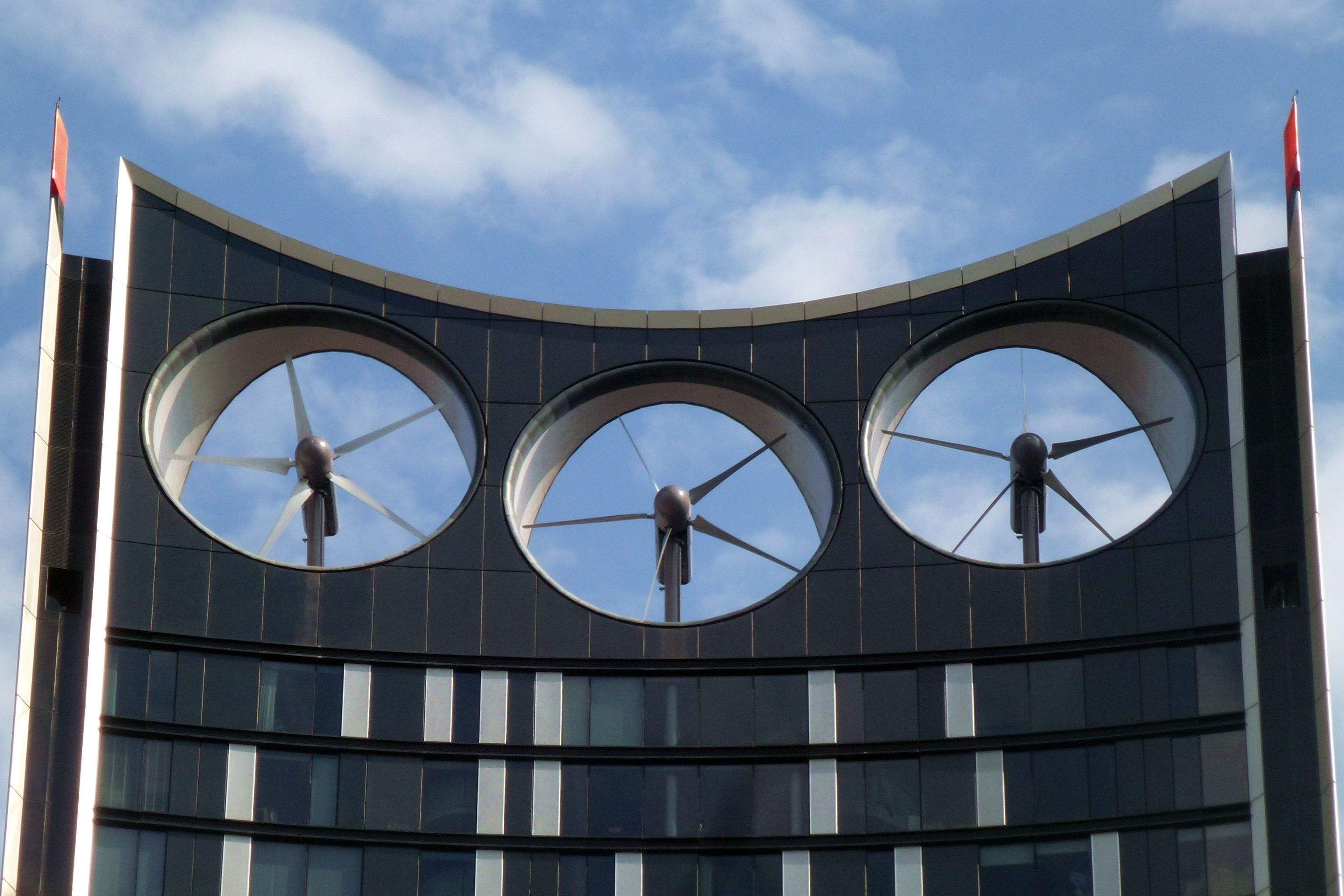
Turbinas de la parte superior del Strata SE1

La construcción del Strata SE1 comenzó en junio de 2008 y se encuentra en el cruce de Elephant and Castle, en 1960 en el lugar había seis plantas de oficinas, y por primera vez en Elephant and Castle construían un centro comercial. Cuando se completó, Fue muy bien recibido por los habitantes de la zona. 
La torre actual fue propuesta por primera vez en 2005, la construcción comenzó en 2007 y se terminó en junio de 2010. El costo se estima en 113.500.000 millones de libras. El edificio fue acabado en la fachada en junio de 2009. Las turbinas fueron instaladas en mayo de 2010.
Durante la demolición del anterior edificio y preparamiento del terreno Un trabajador murió (John Walker, de 33 años), cuando el techo se derrumbó sobre él. El contratista fue 777 Demolition and Haulage Company Ltd, que sufrió un ávido de prohibición por el Ejecutivo de Salud y Seguridad. Una investigación que se celebrará en el Tribunal Inner London South Coroner's Court.

## Sostenibilidad
El Strata SE1 es uno de los primeros edificios en el mundo en incorporar turbinas de viento dentro de su estructura. Los tres de viento de nueve metros de las turbinas de la parte superior del edificio se han valorado en 19 kW cada uno y se prevé que producen 50MWh de electricidad por año. Se espera que generen energía suficiente para suministrar a las áreas comunes del edificio (8% de las necesidades energéticas del edificio), aunque las preguntas sobre su eficacia real quedarán sin respuesta hasta la finalización de la obra, para hacer un análisis completo de los datos.
El edificio excede en un 13% la actual legislación del Reino Unido en relación con la sostenibilidad, mientras que las emisiones globales de carbono se espera que sean 15% más bajas de las que el Alcalde hace referencias. Los desarrolladores del proyecto afirman que el edificio alcanzará el objetivo de bajar a 2.050 emisiones de CO2 y que la empresa de servicios mejorará la zona, por eso se prevé alcanzar una reducción del 73,5% en las emisiones de CO2 si se compara con el punto de referencia del Reglamento de construcción.
Destacado es una producción de calor combinada con un sistema de energía para proporcionar la generación de energía sostenible, con una disposición para la recogida de aguas pluviales para su reutilización. Los costes de energía por vivienda se prevé que sean hasta un 40% inferiores a los típicos de la vivienda media del Reino Unido. El edificio está revestido de una "medida de alto rendimiento térmico en la fachada", con una tasa de permeabilidad de la fuga de aire que es al parecer un 50% mejor que las normas de construcción actuales.

## Premios
En agosto de 2010, Strata SE1 fue galardonado con la Copa Ántrax 2010 al nuevo edificio más feo de Gran Bretaña. El premio anual, organizado por la revista Building Design, se selecciona de entre una lista de 30 nominados por los lectores.
El 12 de noviembre del mismo año, sin embargo, el edificio ganó el prestigioso Premio 2010 la Sociedad de hormigón, superando esquemas de David Chipperfield Architects Hopkins, Caruso St John, arquitectos McInnes Usher McKnight (MUMA) y Arquitectos Alsop. El jurado comentó: "Este edificio es arquitectónicamente impresionante, una proeza de la construcción en este sitio restringido...". En particular, destacó los estratos de la "estrategia innovadora".
En mayo de 2011, el edificio ganó el ICE de Londres, Premios de ingeniería civil de 2011 para proyectos de infraestructura y la construcción. El premio celebra los logros de ingeniería destacados de las compañías, organizaciones y personas en la capital Británica.